# Setodes flavipennis
Setodes flavipennis är en nattsländeart som beskrevs av Banks 1937. Setodes flavipennis ingår i släktet Setodes och familjen långhornssländor. Inga underarter finns listade i Catalogue of Life.